# Остащук Іван Богданович
Іван Богданович Остащук (нар. 25 квітня 1980, Коломия, Українська РСР) — релігієзнавець, філолог, кандидат філологічних наук, доктор філософських наук, професор, професор кафедри філософії, теології та історії церкви Українського гуманітарного інституту.

## Біографія
Народився 25 квітня 1980 року в м. Коломия.
З 2003 по 2009 роки працював асистентом, доцентом кафедри релігієзнавства і теології Прикарпатського національного університету імені Василя Стефаника.
У 2004 році у ПНУ імені Василя Стефаника захистив дисертацію на тему «Релігійно-філософський дискурс у романах Наталени Королевої» під керівництвом професора Криси Богдани Семенівни та отримав науковий ступінь кандидата філологічних наук.
Протягом 2009—2012 років перебував у докторантурі Київського національного університету імені Тараса Шевченка (кафедра релігієзнавства).[джерело не вказане 892 дні]
З 2012 по 2013 роки викладав у Національному медичному університеті імені О. О. Богомольця (доцент кафедри філософії та соціології).
З 2013 року — доктор філософських наук (Київський національний університет імені Тараса Шевченка). Захистив докторську дисертацію на тему «Сакральний символізм як феномен християнської комунікації» (науковий консультант — професор Тетяна Григорівна Горбаченко).
З 2014 по 2022 роки викладав у Національному педагогічному університету імені М. П. Драгоманова й обіймав посаду професора кафедри богослов'я та релігієзнавства.
З 2022 р. по 2023 р. викладав у Київському університеті імені Бориса Грінченка, був завідувачем кафедри філософії та релігієзнавства.
Викладає в Українському гуманітарному інституті, є професором кафедри філософії, теології та історії церкви.
Сфера наукових інтересів Івана Остащука: релігієзнавство, семіотика, герменевтика.

## Вибрані публікації

### Монографії, підручники та книги
- Кравчук О. О., Остащук І. Б. 2022. Судова символіка: монографія. Рекомендовано Вченою радою Національного технічного університету України «Київський політехнічний інститут імені Ігоря Сікорського». Одеса: Видавничий дім «Гельветика», 528 с.
- Кравчук О., Остащук І. 2022. Лексика судової символіки в контенті сучасних енциклопедій. Українська енциклопедистика як складник інформаційного спротиву: колективна монографія / За заг. ред. д. і. н., проф. А. Киридон. Київ: Державна наукова установа «Енциклопедичне видавництво», с. 239—253.
- Остащук І. Б. 2011. Християнський сакральний символізм: релігієзнавчо-філософський дискурс: монографія. Рекомендовано Вченою радою Київського національного університету імені Тараса Шевченка. Київ: Автограф, 288 с.
- Остащук І. Б. 2009. Релігійна символіка: Навчальний посібник. 2-ге вид., випр. і доп. Рекомендовано Міністерством освіти і науки України як навчальний посібник для студентів вищих навчальних закладів. Івано-Франківськ: Видавець Третяк І. Я., 272 с.

### Статті
- Кравчук О., Остащук І. 2022. Аксіологія присяг британського монарха. Вісник Львівського університету. Серія філос.-політолог. студії. Випуск 43, c. 77-86.
- Кравчук О., Остащук І. 2022. Ритуал і символічна комунікація в присягах. Вісник Львівського університету. Серія філос.-політолог. студії. Випуск 41, с. 42-50.
- Krawczuk O., Ostaszczuk I. 2022. Obraz Sądu Ostatecznego w ikonosferze sądownictwa. Roczniki Teologiczne, Tom LXIX, zeszyt 1 — 2022, s. 117—134.
- Кравчук О. О., Остащук І. Б. 2022. Слово «адвокат» у лінгвокультурологічному вимірі. Вчені записки Таврійського національного університету імені В. І. Вернадського. Серія: Філологія. Журналістика, том 33 (72), № 2 2022, частина 2, с. 39-45.
- Кравчук О., Остащук І. 2022. Концепт «суддя» в правовій лексиці. Вчені записки Таврійського національного університету імені В. І. Вернадського. Серія: Філологія. Журналістика. Том 33 (72) № 4, Ч. 2, c. 25-30.
- Kuryliak V., Ostashchuk I., and Ovchar M. 2021. Chaplaincy for the Prisoners and the Penitentiary System in Ukraine (1991—2021). Occasional Papers on Religion in Eastern Europe: Vol. 41: Iss. 7, Article 4, p. 53-68.
- Krawczuk O., Ostaszczuk I. 2021. Toga sędziowska jako element symboliki sądowej. Kwartalnik Krajowej Szkoły Sądownictwa i Prokuratury. Quarterly of the National School of Judiciary and Public Prosecution. Zeszyt 3 (43)/2021, s. 5-19.
- Ostashchuk I. 2017. Signs and Symbols: Religious and National Dimensions. Journal of Vasyl Stefanyk Precarpathian National University, Vol. 4, No. 2, р. 88-96.
- Остащук І. 2017. Конфесійне судочинство: філософія права Католицької церкви. Вісник Київського національного торговельно-економічного університету. К.: КНТЕУ, № 2 (112), с. 97–105.
- Остащук І. Б. 2015. Лінгвокультурологічний аналіз релігійних текстів. Схід, № 4(136), с. 56–61.
- Ostaszczuk I. 2015. Kult świętych polsko-ukraińskiego pogranicza: na przykładzie kultu św. Jakuba Strepy. Dziedzictwo kulturowe regionu pogranicza. Tom VI. Gorzów Wielkopolski, s.101–111.
- Остащук І. Б. 2015. Семіосфера тридентської Меси. Актуальні питання суспільних наук та історії медицини. Щоквартальний спільний українсько-румунський науковий журнал. Чернівці-Сучава,  № 3 (7), с. 35–41.
- Остащук І. Б. 2012. Сакральний символізм паломництва в західноєвропейському християнському дискурсі. Хортицький семінар: Сакральна географія і феномен паломництва: вітчизняний і світовий контекст. Зб. наук. пр. Запоріжжя: Дике Поле, c. 104—120.
- Ostaszczuk I. 2011. Zapomniany język symboliki chrześcijańskiej: kulturalna damnatio memoriae w dyskursie postmodernistycznym. Damnatio memoriae w europejskiej kulturze politycznej. Szczecin: Instytut Pamięci Narodowej, s. 115—121.